# Long Crendon
Long Crendon är en ort och civil parish i Storbritannien.   Den ligger i kommunen Buckinghamshire och riksdelen England, i den södra delen av landet, 70 km väster om huvudstaden London. Long Crendon ligger 108 meter över havet och antalet invånare är 2 436.
Terrängen runt Long Crendon är huvudsakligen platt. Long Crendon ligger uppe på en höjd. Runt Long Crendon är det ganska tätbefolkat, med 192 invånare per kvadratkilometer. Närmaste större samhälle är Oxford, 17,9 km väster om Long Crendon. Trakten runt Long Crendon består till största delen av jordbruksmark.